# 日本プラスチック
日本プラスチックは、かつて大阪府布施市（現・東大阪市）に存在した日本初のプラスチックモデル（プラモデル）メーカー。

## 沿革
1953年頃：布施市で「東京堂模型店」の濱田貞雄、濱田亨の兄弟、石村栄三ら5人はプラスチック製の玩具類の製造を開始した。
1955年頃：海外のプラモデルメーカー（レベル社）の下請けとしてプラモデルの製造を始める。
1955年：兄の濱田亨は東京に進出し「ハマライト化学」を設立、プラスチック原料販売、プラスチック製玩具、金型製造等々を開始する。
1956年2月11日：「（株）日本プラスチック」として会社が設立される。社長は石村栄三。
1956年10月頃：日本初のプラスチックモデル「ゼロ戦」を発売。その金型は当時の大阪市四ツ橋にあった大阪市立電気科学館に寄贈された。
1957年春：ゴム動力のプラスチックモデルキット「原子力潜水艦ノーチラス号」を発売。
1959年8月：科学玩具模型「フライング　ヘリコプター」を発売。
1959年後期：活動を終える。
1960年：弟の濱田貞雄は東京に進出しプラスチック原料の販売会社「OS色素」を立ち上げ、現在の「OS工業（株）」に至る。

## 現在確認されている製品
- プラスチックモデルキット「原子力潜水艦ノーチラス号」（1957年春）
  - NBK日本文化教材が1959年2月に箱絵だけを変えて再版した。
- 科学玩具模型「フライングヘリコプター」
- 田宮模型の窮地を救ったとされる1961年発売の「ベビートラック」「ベビーレーサー」は「ハマライト化学」がその金型を提供した。

## 事業所
- 本社：布施市長堂2丁目90　（現在の東大阪西消防署長堂分署の隣の敷地、今はマンション、旧大阪化学研究所の工場[独自研究?]）
- 工場：河内市大字若江南722（現在の大東化成の敷地内[独自研究?]）